# 1135

De Levant in 1135

Het jaar 1135 is het 35e jaar in de 12e eeuw volgens de christelijke jaartelling.

## Gebeurtenissen
- Zengi belegert Damascus. Nadat Shihab al-Din Mahmud vrede met hem sluit, trekt hij op tegen de kruisvaarders, en herovert vrijwel het gehele gebied van het vorstendom Antiochië ten oosten van de Orontes.
- 1 december - Na het overlijden van Hendrik I ontstaat er strijd over zijn opvolging. Hij had zijn dochter Mathilde als opvolger aangesteld. Sommige edelen steunen in zijn plaats Hendriks neef Theobald IV van Blois. Theobalds broer Stefanus van Blois laat zich tot koning kronen. Theobald geeft zijn aanspraken op voor het regentschap over Normandië, maar Mathilde blijft Stefanus bestrijden. Een burgeroorlog tussen de Stefanus en Mathilde breekt uit, de Anarchie.
- Bolesław III van Polen erkent keizer Lotharius III als zijn leenheer over Pommeren, en betaalt schatting voor de voorgaande 12 jaar over dit gebied. In ruil hiervoor wordt de onafhankelijkheid van het aartsbisdom Gniezno erkend.
- Frederik II van Zwaben en zijn broer, de voormalige tegenkoning Koenraad III, verzoenen zich met keizer Lotharius III.
- Harald IV keert terug naar Noorwegen en neemt Bergen in. Hij neemt Magnus IV gevangen en laat hem ernstig verminken. Sigurd Slembe komt naar voren als troonpretendent en eist dat Harald de macht met hem deelt.
- Brandstapels van katharen in Luik, eerste vermelding van een georganiseerde kathaarse gemeenschap, met bisschop.
- Alfons VII van Castilië laat zich uitroepen tot keizer van Hispania
- Tver werd gesticht door kolonisten van Novgorod.
- kloosterstichtingen: Eberbach, Sint-Stevensabdij Utrecht, Veurne, klooster te Woerd
- Pisa plundert Amalfi.
- Het Stadhuis van Keulen wordt gebouwd.
- Ramiro II van Aragon trouwt met Agnes van Poitou
- Vor het eerst genoemd: Hoboken, Oostduinkerke, Tessenderlo, Zandvliet

## Opvolging
- patriarch van Antiochië (Latijns) - Bernard van Valence opgevolgd door Ralphus van Domfront
- Abbasiden - al-Mustarshid opgevolgd door ar-Rashid

- Karinthië en Verona - Engelbert opgevolgd door zijn zoon Ulrich I
- Luik - Alexander I van Gulik opgevolgd door Alberon II van Namen
- Monferrato - Reinier I opgevolgd door zijn zoon Willem V (jaartal bij benadering)
- Moravië-Olomouc - Soběslav I opgevolgd door Leopold
- Noorwegen - Magnus IV opgevolgd door Harald IV
- Rodez - Richard III opgevolgd door Hugo I
- Toscane - Koenraad van Scheiern opgevolgd door Engelbert III van Istrië

## Geboren
- 30 maart - Maimonides, Andalusisch rabbijn en filosoof
- 29 juni - Petronella van Aragón, koningin van Aragón (1137-1162)
- Margaretha van Limburg, echtgenote van Godfired III van Leuven
- Rotrud IV, graaf van Perche
- Adalbert van Teck, hertog van Teck (jaartal bij benadering)
- Alfons van Portugal, grootmeester van de Orde van Sint Jan van Jeruzalem (jaartal bij benadering)
- Bernard de Ventadour, troubadour (jaartal bij benadering)
- Chrétien de Troyes, Frans schrijver en dichter (jaartal bij benadering)
- Frederik I, graaf van Vianden (jaartal bij benadering)
- Hugo van Lincoln, bisschop van Lincoln (jaartal bij benadering)
- Hugo II, graaf van Rodez (jaartal bij benadering)
- Inge I, koning van Noorwegen (1136-1161) (jaartal bij benadering)
- Joachim van Fiore, Italiaans mysticus en theoloog (jaartal bij benadering)
- Jocelin III van Edessa, Jeruzalems edelman (jaartal bij benadering)
- Koenraad II Otto, hertog van Bohemen en markgraaf van Moravië (jaartal bij benadering)
- Welf VII, Duits edelman (jaartal bij benadering)

## Overleden
- 8 februari - Elvira, echtgenote van Reinout II van Sicilië
- mei - Gisela van Bourgondië, echtgenote van Hubert II van Savoye en Reinier I van Monferrato
- 6 juli - Alexander I van Gulik, prins-bisschop van Luik
- 1 december - Hendrik I (~67), koning van Engeland (1100-1135)
- Milarepa, Tibetaans yogi (jaartal bij benadering)
- al-Mustarshid, kalief van Bagdad (1118-1135)
- Reinier I, markgraaf van Monferrato (jaartal bij benadering)